# Absa Bank Limited
Absa Bank Limited (ABL), anteriormente conocido como Amalgamated Banks of South Africa, es un banco comercial de Sudáfrica. Está autorizado por el Banco de la Reserva de Sudáfrica, el banco central y regulador bancario nacional.

## Ubicación
La sede del banco se encuentra en la 7.ª planta de Absa Towers West, 15 Troye Street, Johannesburgo, Sudáfrica. Las coordenadas geográficas de la sede del banco son: 26°12'23.0 "S 28°02'57.0 "E (Latitud:-26.206389; Longitud:28.049167).

## Visión general
Absa Bank Limited es uno de los mayores bancos comerciales de Sudáfrica. A 31 de diciembre de 2018, los activos totales del banco ascendían a 1.289.000.000.000 ZAR (73.691.500.000 USD). Absa Bank Limited Limited es una filial al 100 % de Absa Group Limited, el conglomerado panafricano de servicios financieros con sede en Sudáfrica y filiales en 12 países africanos, cuyos activos totales superaban los 91.000 millones de USD en octubre de 2019. Las acciones del capital social de Absa Group Limited, cotizan en JSE Limited, donde cotizan bajo el símbolo AGL.

## Gobernanza
El banco está gobernado por un consejo de administración de siete personas. El presidente del consejo es Sello Moloko, uno de los consejeros no ejecutivos. El director general y consejero delegado es Arrie Rautenbach.